# Jesse Williams
Jesse Wesley Williams (Chicago, Illinois; 5 de agosto de 1981) es un actor, modelo, director, profesor y activista estadounidense. Es conocido por su papel como el Dr. Jackson Avery en la serie de ABC Grey's Anatomy, su papel como el androide Markus en el videojuego de Quantic Dream Detroit: Become Human y como Holden McCrea en la película de terror The Cabin in the Woods.

## Primeros años
Williams, de madre sueca con ascendencia polaca, Johanna Chase, y padre afroamericano, con cierta ascendencia seminola, Reginald Williams, nació en Illinois, Chicago el 5 de agosto de 1980. Se graduó en Estudios Afroamericanos y Artes Fílmicas y Audiovisuales en la Universidad de Temple (BA). Dio clases de Estudios Americanos, Estudios sobre África e Inglés en un instituto público de Filadelfia, Pensilvania.

## Carrera
En 2006, Jesse participó en un episodio de Law & Order. Mientras tanto protagonizaba las obras Off-Broadway The American Drem y The Sandbox en el teatro Cherry Lane en Nueva York. Ambas fueron escritas y dirigidas por el legendario dramaturgo Edward Albee.
En 2008, Williams debutó en el cine con su papel de Leo en la película The Sisterhood of the Traveling Pants 2. También interpretó el papel de Drew Collins en dos capítulos de la serie Greek.
En 2009, interpretó a Nashee en el episodio piloto de la serie The Washingtonienne de la cadena HBO y producido por Sarah Jessica Parker, el cual nunca llegó a emitirse. También actuó en la película Brooklyn's Finest interpretando a Eddie Quinlain, que fue estrenada el 5 de marzo de 2010. Jesse apareció en ocho episodios de la serie de televisión Beyond the Break, como Eric Medina.
Firmó para su primer papel protagonista en 2008 como Holden McCrea, en la película de terror The Cabin in the Woods, producida por Joss Whedon y dirigida por Drew Goddard, que se estrenó el 14 de enero de 2011.
En 2009 Jesse comenzó a trabajar en la sexta temporada de la serie de ABC Grey's Anatomy realizando el papel de Jackson Avery, un nuevo cirujano llegado del hospital Mercy West. El 8 de junio de 2010 se anunció que Williams sería parte del elenco estable de la serie. Este papel ha sido el que finalmente le catapultó a la fama.
Jesse ha trabajado como modelo para Kenneth Cole y apareció en la edición limitada del libro "About Face", de John Russo. Aparece en el videoclip de la cantante Rihanna "Russian Roulette", en el de la canción "Fall In Love" de Estelle con John Legend y más recientemente en la cantante Demi Lovato "Tell Me You Love Me".
En 2018, Williams interpretó  a Markus, uno de los tres protagonistas del videojuego Detroit: Become Human de Quantic Dream.

## Filmografía

### Como actor
| Cine       | Cine                                    | Cine                     | Cine                                         |
| Año        | Título                                  | Papel                    | Notas                                        |
| ---------- | --------------------------------------- | ------------------------ | -------------------------------------------- |
| 2008       | The Sisterhood of the Traveling Pants 2 | Leo                      |                                              |
| 2010       | Brooklyn's Finest                       | Eddie Quinlain           |                                              |
| 2012       | The Cabin in the Woods                  | Holden McCrea            |                                              |
| 2012       | Question Bridge: Black Males            |                          | Productor ejecutivo                          |
| 2013       | The Butler                              | James Lawson             |                                              |
| 2013       | Snake and Mongoose                      | Don "The Snake" Prudomme |                                              |
| 2013       | They Die by Dawn                        | John Taylor              |                                              |
| 2016       | Money                                   | Sean                     |                                              |
| 2017       | Band Aid                                | Skyler                   |                                              |
| 2018       | Jacob's Ladder                          | Isaac "Ike"              |                                              |
| 2019       | Random Acts of Violence                 | Todd Walkley             |                                              |
| 2022       | Secret Headquarters                     | Sean Irons               |                                              |
| 2023       | Your Place or Mine                      | Theo Martin              | Película para Netflix                        |
| 2024       | The Great Lillian Hall                  | David                    |                                              |
| Televisión |                                         |                          |                                              |
| Año        | Título                                  | Papel                    | Notas                                        |
| 2006       | Law & Order                             | Kwame                    | 1 episodio                                   |
| 2006       | Beyond the Break                        | Eric Medina              | 8 episodios                                  |
| 2008       | Greek                                   | Drew Collins             | 2 episodios                                  |
| 2009       | The Washingtonienne                     | Keya                     |                                              |
| 2009–2021  | Grey's Anatomy                          | Dr. Jackson Avery        | 271 episodios                                |
| 2010       | Seattle Grace: Message of Hope          | Dr. Jackson Avery        | 6 episodios                                  |
| 2013       | Sesame Street                           | Él mismo                 | Invitado                                     |
| 2016       | The Eric Andre Show                     | Él mismo                 | Episodio: "Jesse Williams; Jillian Michaels" |
| 2018       | Most Expensivest                        | Él mismo                 | Episodio: "Lights Camera Action"             |
| 2019       | Power                                   | Kadeem                   | 1 episodio                                   |
| 2020       | Station 19                              | Dr. Jackson Avery        | Papel recurrente, 7 episodios                |
| 2020       | Little Fires Everywhere                 | Joe Ryan                 | Papel recurrente                             |
| 2023       | Only Murders in the Building            | Tobert                   | Papel recurrente                             |

| Videos Musicales | Videos Musicales      | Videos Musicales    | Videos Musicales |
| Año              | Canción               | Artista             |                  |
| ---------------- | --------------------- | ------------------- | ---------------- |
| 2009             | Russian Roulette      | Rihanna             |                  |
| 2017             | Tell Me You Love Me   | Demi Lovato         |                  |
| Videojuegos      |                       |                     |                  |
| Año              | Título                | Papel               |                  |
| 2018             | Detroit: Become Human | Modelo RK200 Markus |                  |
| 2020             | NBA 2K21              | Duke                |                  |

### Como director
| Televisión | Televisión     | Televisión                                                           | Televisión |
| Año        | Título         | Notas                                                                |            |
| ---------- | -------------- | -------------------------------------------------------------------- | ---------- |
| 2020–2022  | Grey's Anatomy | Episodios: «Save the Last Dance for Me» y «When I Get to the Border» |            |